# Kim Hyeon-seok (cyclisme)
Pour le réalisateur et acteur sud-coréen, voir Kim Hyeon-seok.
Dans ce nom coréen, le nom de famille, Kim, précède le nom personnel.
Kim Hyeon-seok, né le 18 août 1995, est un coureur cycliste sud-coréen. Il évolue au sein de l'équipe Korail.

## Biographie
Kim Hyeon-seok est né en août 1995. Il commence le cyclisme à la fin de sa première année de lycée,, sur les recommandations de son père. Après une progression dans les rangs juniors, il intègre l'équipe continentale KSPO en 2014 pour ses débuts espoirs. Rapide au sprint, il termine cinquième de la dernière étape du Tour de Hokkaido et huitième du championnat de Corée du Sud sur route. Il finit par ailleurs septième d'une étape du Tour de Thaïlande et huitième d'une étape du Tour de Corée en 2015.
Depuis 2020, il évolue au sein de la formation Korail. Il représente également son pays dans diverses compétitions internationales sur piste. Sous les couleurs coréennes, il décroche la médaille de bronze dans la poursuite par équipes aux Jeux asiatiques en 2023. Il se classe également troisième du scratch aux championnats d'Asie de 2024, organisés à New Delhi.

## Palmarès sur piste

### Jeux asiatiques
- Hangzhou 2023
  -  Médaillé de bronze de la poursuite par équipes

### Championnats d'Asie
- New Delhi 2024
  -  Médaillé de bronze du scratch
- Nilai 2025
  -  Champion d'Asie de poursuite par équipes

### Championnats nationaux
- 2023
  - 3e du championnat de Corée du Sud de l'omnium[4]
- 2024
  - 2e du championnat de Corée du Sud de l'omnium[5]
- 2025[6]
  -  Champion de Corée du Sud de l'américaine (avec Joo So-mang)
  - 2e du championnat de Corée du Sud de poursuite par équipes

## Classements mondiaux
| Année                                 | 2014 | 2015 | 2016 | 2017 | 2018 | 2019 | 2020 | 2021 | 2022 | 2023  | 2024  |
| ------------------------------------- | ---- | ---- | ---- | ---- | ---- | ---- | ---- | ---- | ---- | ----- | ----- |
| Classement mondial                    |      |      | nc   | nc   | nc   | nc   | nc   | nc   | nc   | 2604e | 3332e |
| UCI Asia Tour                         | 408e | nc   | nc   | nc   | nc   | nc   | nc   | nc   | nc   | 263e  | nc    |
|                                       |      |      |      |      |      |      |      |      |      |       |       |
| Légende : nc = non classéSource : UCI |      |      |      |      |      |      |      |      |      |       |       |